# 烏氏倮
烏氏倮，《汉书》作乌氏蠃，是活躍於秦始皇時期的秦地富商。烏氏縣，在今宁夏回族自治区固原市东南胭脂川一带，倮是人名，姓氏無記載，已不可考。
烏氏倮以經營牛馬等畜牧業致富，在秦地西部一帶開設牧場，通過飼養和繁殖牲畜，進行牲畜貿易，以換取絲綢等珍貴異物。史載他曾經以絲綢等珍奇物品贈獻給戎王（部落酋長），獲得十倍的酬償。烏氏倮所畜養的牛馬數量多至以山谷牧地來計算。
秦始皇賞識其營商活動及對畜牧業的貢獻，給予了他相當於封君的禮遇，讓他與其他大臣一起列席朝議，可以說是商人在秦朝裡的佼佼者。